# Paolo Agostini
Pour les articles homonymes, voir Agostini.
Paolo Agostini ou Agostino, Augustinus en latin (né vers 1583, mort le 3 octobre 1629 à Rome) est un compositeur et organiste italien du début de l'époque baroque.

## Biographie
Il est presque certainement né à Vallerano, près de Viterbe. Il a étudié auprès de Giovanni Bernardino Nanino à la maîtrise de Saint-Louis des Français, selon la dédicace que l'on trouve dans les troisième et quatrième livres de ses messes. Il était hébergé comme les autres élèves dans la maison de Nanino, dont par la suite, il épousera la fille.
Il a occupé une série de postes d'organiste et de maître de chapelle (chef de chœur) entre 1607 et 1626. Il est organiste et maître de chapelle à Santa Maria del Ruscello (it) à Vallerano comme le rapporte la majorité des biographes. Une telle fonction a été mise en doute par Manfredo Manfredi, qui signale qu'à cette époque l'église était encore en construction. Puis Agostini revient à Rome, comme organiste de Sainte-Marie-du-Trastevere. Il devient ensuite vice-maître de chapelle de Santissima Trinità dei Pelligrini. Il est aussi vice-maître de chapelle à San Lorenzo in Damaso (1619-1626). Le 16 février 1626, il succède à Vincenzo Ugolini comme maître de chœur de la Cappella Giulia dans la basilique Saint-Pierre, poste qu'il occupera jusqu'à sa mort en 1629, touché par la peste.
Toutes les œuvres qui nous sont parvenues sont des œuvres de musique sacrée, et la plupart sont écrites dans la Prima pratica, le style polyphonique conservateur de la fin du XVIe siècle, bien que certains de ses motets utilisent en partie le nouveau style concertant. Il utilise un contrepoint très sophistiqué. De plus, il a utilisé des sonorités colorées, des changements de mesure entre les sections, et un chromatisme coloré, montrant une connaissance de la musique profane contemporaine ainsi que du travail de l'école vénitienne.

## Œuvres
- Salmi della Madonna, (Rome, 1619)
- Liber secundus missarum, à 4 voix (n.p., 1626)
- Spartitura delle messe del primo libro, (Rome, 1627)
- Spartitura del secondo libro delle messe e motetti, (Rome, 1627)
- Partitura del terzo libro della messa 'Sine nomine', con 2 'Resurrexit', (Rome, 1627)
- Libro quarto delle messe in spartitura (Rome, 1627)
- Spartitura della messa et motetto 'Benedicam Dominum' ad canones, (Rome, 1627)
- Partitura delle messe et motetti con 40 esempi di contrapunti, (Rome, 1627)
- Missarum liber posthumus (Rome, 1630)
- Autres messes, motets etc.